# Labourdonnaisia thouarsii
Labourdonnaisia thouarsii är en tvåhjärtbladig växtart som beskrevs av Jean Baptiste Louis Pierre och Marcel Marie Maurice Dubard. Labourdonnaisia thouarsii ingår i släktet Labourdonnaisia och familjen Sapotaceae.
Artens utbredningsområde är Madagaskar. Inga underarter finns listade i Catalogue of Life.